# Garbo: el espía
Garbo, el espía es una película documental, dirigida por Edmon Roch en el año 2009, que ganó el premio Goya a la mejor película documental.

## Argumento
En los años 40, el español Joan Pujol decide dejar a un lado sus ocupaciones y ofrecerse como espía a los británicos. Al recibir una negativa, prueba suerte con los nazis, convirtiéndose en uno de sus agentes secretos bajo el nombre de "Arabel". Tiempo después, tras haber vivido algunas aventuras, es localizado por la Inteligencia Británica y pasa a ser un agente doble con la identidad de "Garbo". Las estrategias de engaño que llevó a cabo en ambos bandos hicieron de él el mejor espía del siglo.

## Comentario
Definido como un thriller documental sobre el agente secreto que embaucó a los nazis, Garbo, el espía nos descubre la historia del español Juan Pujol. Autodidacta y emprendedor, Pujol fue uno de los puntales de la inteligencia en la Segunda Guerra Mundial, trabajando al mismo tiempo para el Tercer Reich y el MI5. Una biografía tan apasionante, y a la vez tan desconocida, sedujo de inmediato al productor Edmon Roch, que debuta tras la cámara filmando entrevistas, intercalando fragmentos de películas y recurriendo a los efectos digitales.
Uno de los episodios más recordados de Garbo fue hacer creer a los nazis que el desembarco de Normandía iba a ser realmente en el Paso de Calais. Hazañas como esa, incluido el hecho de que fuera el único individuo que recibió las máximas condecoraciones de ambos bandos, le valieron el apelativo del "mejor actor del mundo". Junto a sus impresiones, el documental recoge testimonios de oficiales, espías e investigadores como Nigel West, el novelista que encontró a Pujol en Venezuela cuando todo el mundo lo daba por muerto. Garbo: el espía ha participado en los festivales documentales de Ámsterdam, Roma y Sevilla.